# Чортів міст (Готтард)

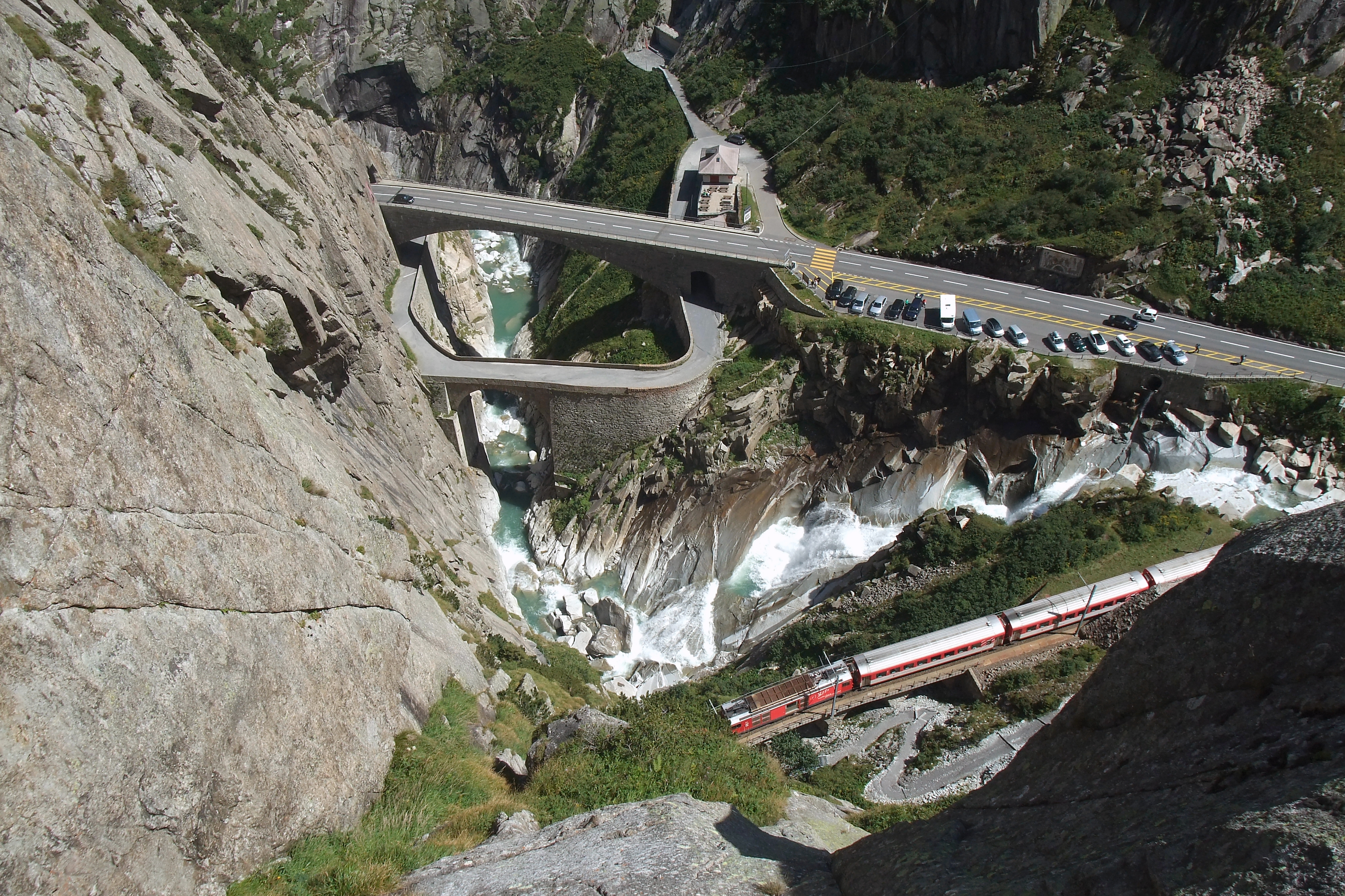
Сучасний Teufelsbrucke, другий міст знизу

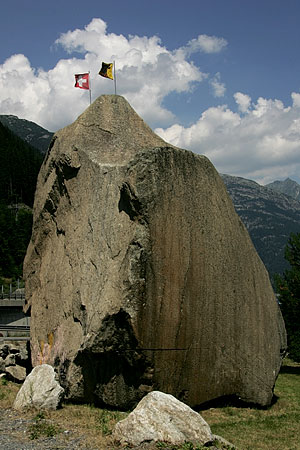
Камінь Диявола

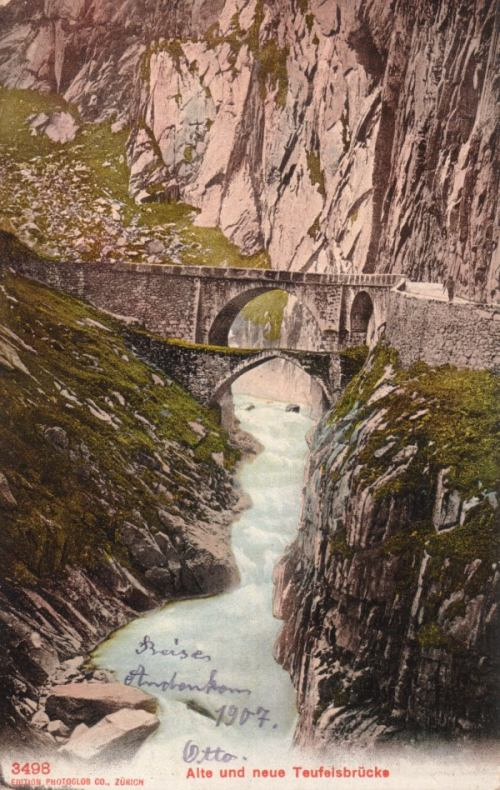
листівка 1907 року, де показані перший і другий мости до 1888

46°38′51″ пн. ш. 8°35′25″ сх. д. / 46.64737° пн. ш. 8.59031° сх. д.
Чортів міст (нім. Teufelsbrucke) — назва трьох мостів через річку Ройс, Швейцарія біля селища Андерматт, в Леопонтських Альпах, за 12 км на північ від перевалу Готтард. Дерев'яний міст у Андерматт існував з 1230 по 1707. Перший кам'яний міст було перекинуто через ущелину Рейс в 1595 році.

## Міф про створення мосту
За переказами, місцевим жителям довгий час ніяк не вдавалося побудувати міст, так як бурхливий потік зносив весь час споруди що відновлювали. Тоді в змову з будівельниками вступив чорт. Він запропонував допомогти в будівництві мосту, з тією умовою, що забере душу першого, хто перейде по мосту. Міст було побудовано, проте місцеві жителі перехитрили чорта, пустивши по мосту козеняти. Диявол побачивши це вирішив зруйнувати міст і схопив для цього скелю. Але йому на зустріч трапилась жінка з хрестом, побачивши хрест диявол кинув скелю і зник. На згадку про легенду на скелі біля Чортова моста червоною фарбою були намальовані чорт і козеня. Ці зображення збереглися досі. Камінь диявола важить 220 тонн і стоїть близько Гешенену. Цю скелю вагою 220 тонн, у 1977, було переміщено на 127 метрів, щоб звільнити місце для нового проходження автомагістралі через перевал.

## Перший міст
Чортів міст (Schöllenenschlucht) — важливий маршрут доступу до перевалу Готтард. Дерев'яний міст було побудовано через річку в 1230, але через те що долина дуже вузька і річка Рейс має сезонний потік, міст доводилось часто відновлювати. Перший міст був вузькою кам'яною аркою завдовжки близько 25 метрів, перекинутий над ущелиною на висоті 22 — 23 метри над бурхливим гуркітливим потоком.
У 1595, міст було перебудовано з тесаного каменю, його називають сьогодні як «перший міст». У 1799, на його місці відбулась одна з найдраматичніших битв швейцарського походу Суворова під час Війни другої коаліції. Міст було сильно пошкоджено відступаючою французькою армією. В результаті, маршрут торгівлі з Італією було спрямовано через перевал Шплюген.
Міст було повністю зруйновано під час шторму у 1888 році.

## Другий міст
Робота зі спорудження нового мосту взамін пошкодженого тривала у 1820—1830 роках. Міст був сюжетом відомої картини Карла Блехена.

## Третій міст
Через збільшення трафіку у середині ХХ століття, виникла потреба у новому, сучасному мості. Двосмуговий, залізобетонний «Третій міст» було побудовано у 1958 році. На початок ХХІ століття проте, більшість трафіку перемістилося або до Готтард (залізничний тунель, 1882), або до Готтард (автодорожній тунель), також Готтард (базисний тунель) було відкрито в 2016 році.

## Ресурси Інтернету
- Вікісховище має мультимедійні дані за темою: Teufelsbrücke
- Official Andermatt website [Архівовано 14 грудня 2012 у Wayback Machine.] with additional information and history about the bridge and nearby monument

1. ↑  Swiss Inventory of Cultural Property of Regional Significance, February 2017 — Swiss Federal Office for Civil Protection, 2018.